# 沃德·亚伯拉罕
沃德·亚伯拉罕（匈牙利語：Wald Ábrahám；1902年10月31日—1950年12月13日）是一名猶太裔匈牙利數學家和統計學家，對決策論、幾何學和計量經濟學做出了貢獻，並創立順序分析領域。他的一部著名的統計學作品是在二戰期間寫的，內容是如何將轟炸機的損失降到最低，並在計算中考慮到倖存者偏差。他在哥倫比亞大學度過了他的研究生涯。

## 生平
沃德於1902年10月31日出生在匈牙利王國外西凡尼亞的克盧日。他是一個虔誠的猶太人，沒有按照當時匈牙利學校系統的要求在星期六上學，因此他在大學之前一直由父母進行家庭教育。他的父母作為教師是相當有知識和能力的。
1928年，他從斐迪南一世國王大學數學系畢業。1927年，他進入維也納大學的研究生院，並於1931年獲得數學博士學位，導師是卡爾·門格爾。
儘管沃德才華洋溢，但由於奧地利對猶太人的歧視，他無法獲得任何大學職位。然而，奥斯卡·摩根斯特恩為瓦爾德創造了一個經濟學的職位。當納粹德國在1938年吞併奧地利時，奧地利對猶太人的歧視加劇，沃德和他的家人作為猶太人受到了迫害。在考爾斯經濟學研究委員會的邀請下，沃德移民到美國，從事計量經濟學研究。

返回的飛機的受損部分顯示了它們可以承受損害並仍然返回的位置；那些在其他地方被擊中的飛機據推測不會存活。（圖片顯示為假設數據）

二戰期間，沃德是哥倫比亞大學統計研究小組（SRG）的成員，他將自己的統計技能應用於各種戰時問題，包括順序分析和抽樣檢查的方法。SRG所研究的問題之一是研究飛行任務後返回的飛機的損傷分佈，以提供關於如何盡量減少轟炸機在敵人火力下的損失的建議。沃德從所有返回的飛機的損傷分佈數據中得出一種估計所有飛行的飛機的損傷分佈的有用方法。他的工作被認為在當時剛剛起步的作業研究學科中具有開創性。
1950年，沃德和他的妻子在應印度政府邀請進行廣泛的巡迴演講時，乘坐的印度航空公司飛機（VT-CFK，一架DC-3飛機）在印度南部尼爾吉里丘陵北部的蘭加斯瓦米柱附近墜毀。他參觀了加爾各答的印度統計研究所，並預定將於隔年1月參加在邦加羅爾舉行的印度科學大會，而他們的兩個孩子都已經回到美國的家中。
在他死後，沃德受到羅納德·愛爾默·費雪爵士的批評。費雪攻擊沃德是一個沒有科學經驗的數學家，寫了一本不稱職的統計學書籍，並特別批評了沃德在實驗設計方面的工作，指稱他對費雪和弗蘭克·耶茨提出的該學科的基本觀點一無所知。。隔年，耶日·內曼對渥德的研究工作進行辯護。內曼解釋了沃德的工作，特別是在實驗設計方面。呂西安·勒·凱姆在自己的書《統計決策理論中的漸進方法》中稱讚他：「所使用的思想和技術首先反映了亞伯拉罕·沃德的著作的影響。」。
他是美國著名物理學家羅伯特·沃爾德的父親。

## 延伸閱讀
- Wolfowitz, Jacob. . Annals of Mathematical Statistics. 1952, 23 (1): 1–13. doi:10.1214/aoms/1177729480 .
- Casselman, Bill. . Feature Column. American Mathematical Society. June 2016  [29 May 2020]. （原始内容存档于2020-05-27）.

## 外部連結
- 沃德·亚伯拉罕在數學譜系計畫的資料。